# Epimelitta euphrosyne
Epimelitta euphrosyne är en skalbaggsart som först beskrevs av Newman 1840.  Epimelitta euphrosyne ingår i släktet Epimelitta och familjen långhorningar. Inga underarter finns listade i Catalogue of Life.